# 雕塑

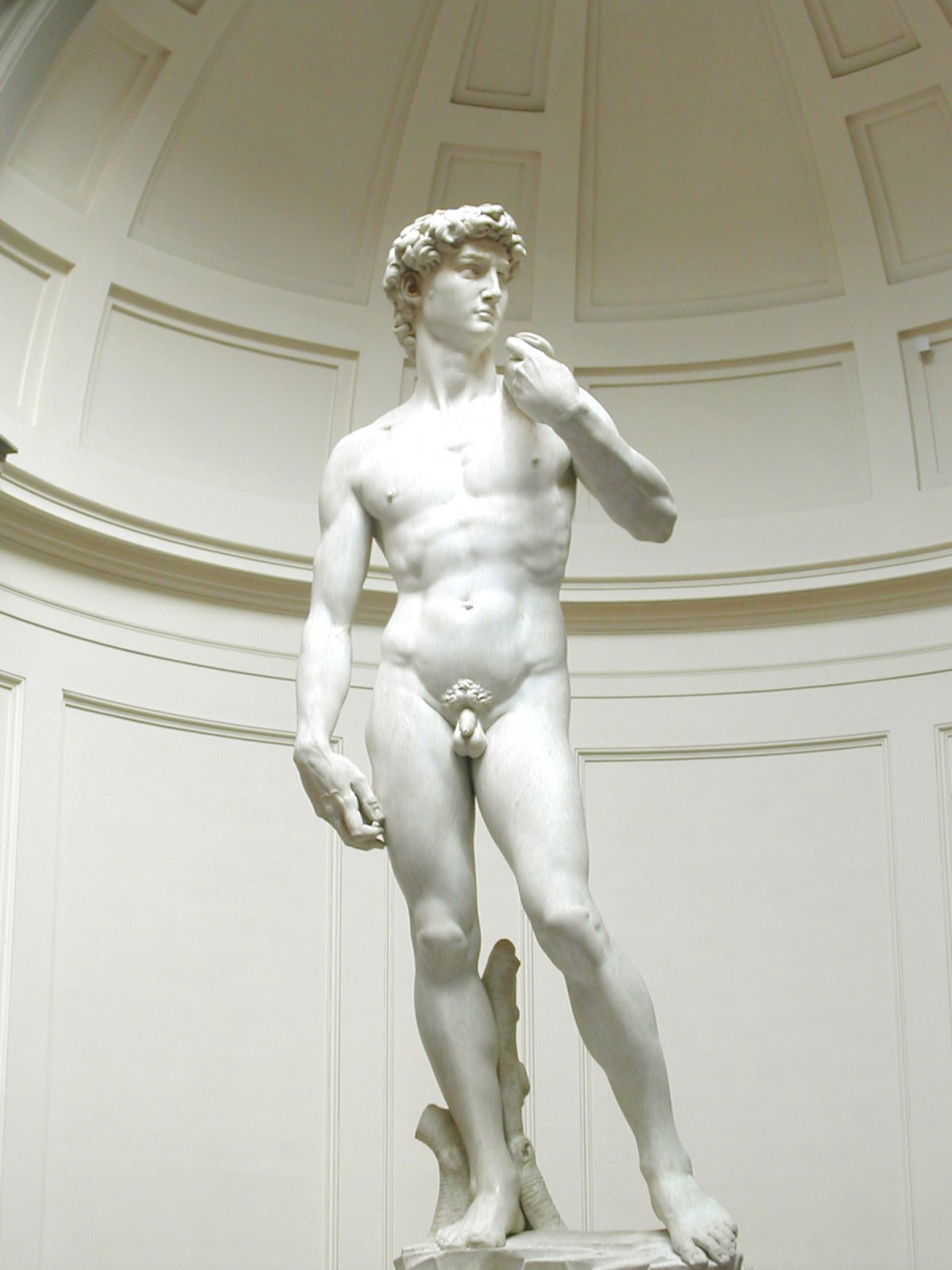
米开朗基罗的大衛像，是公認的雕塑傑作之一

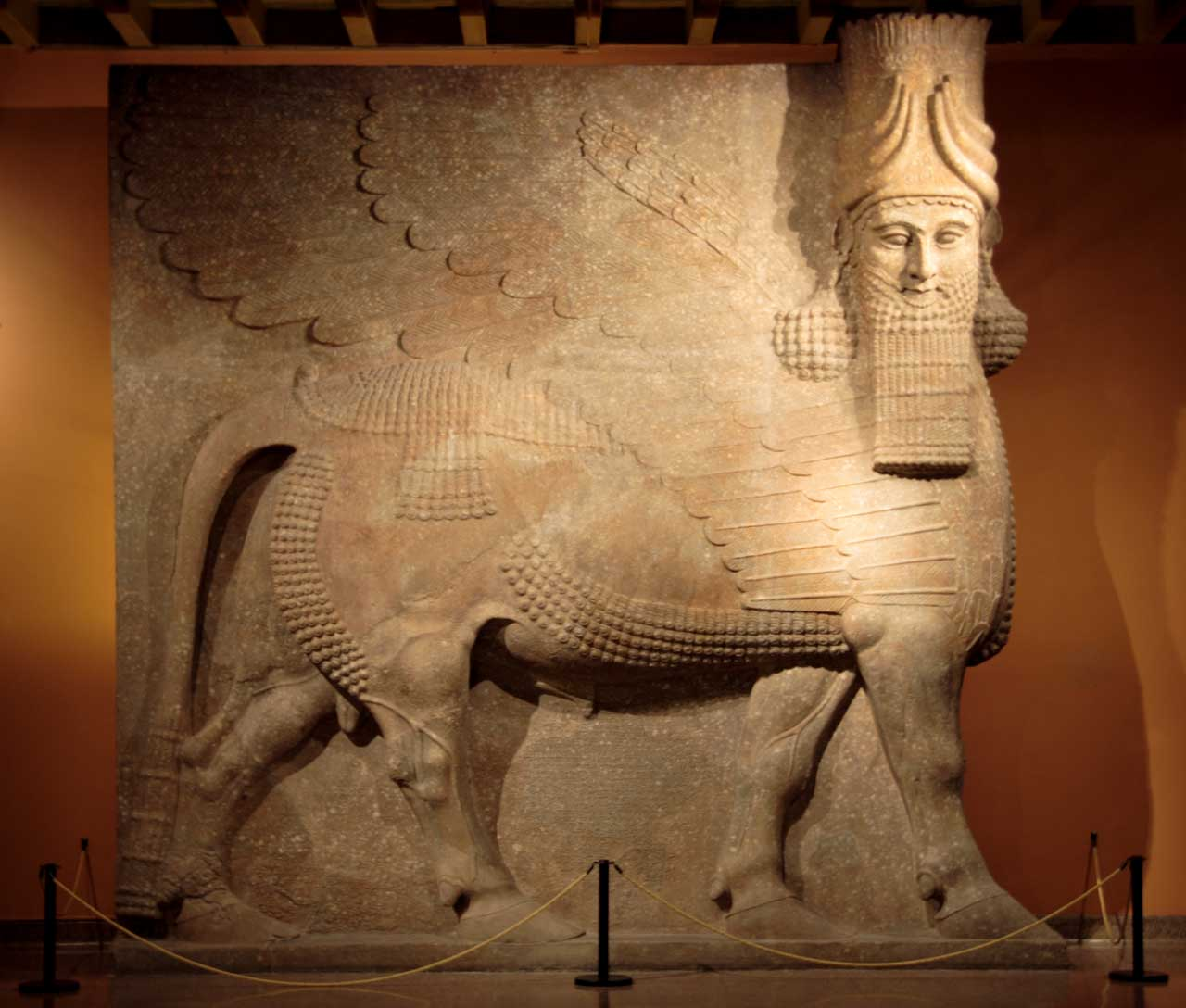
亞述的捨杜，位在杜尔舍鲁金，約西元前721–705年

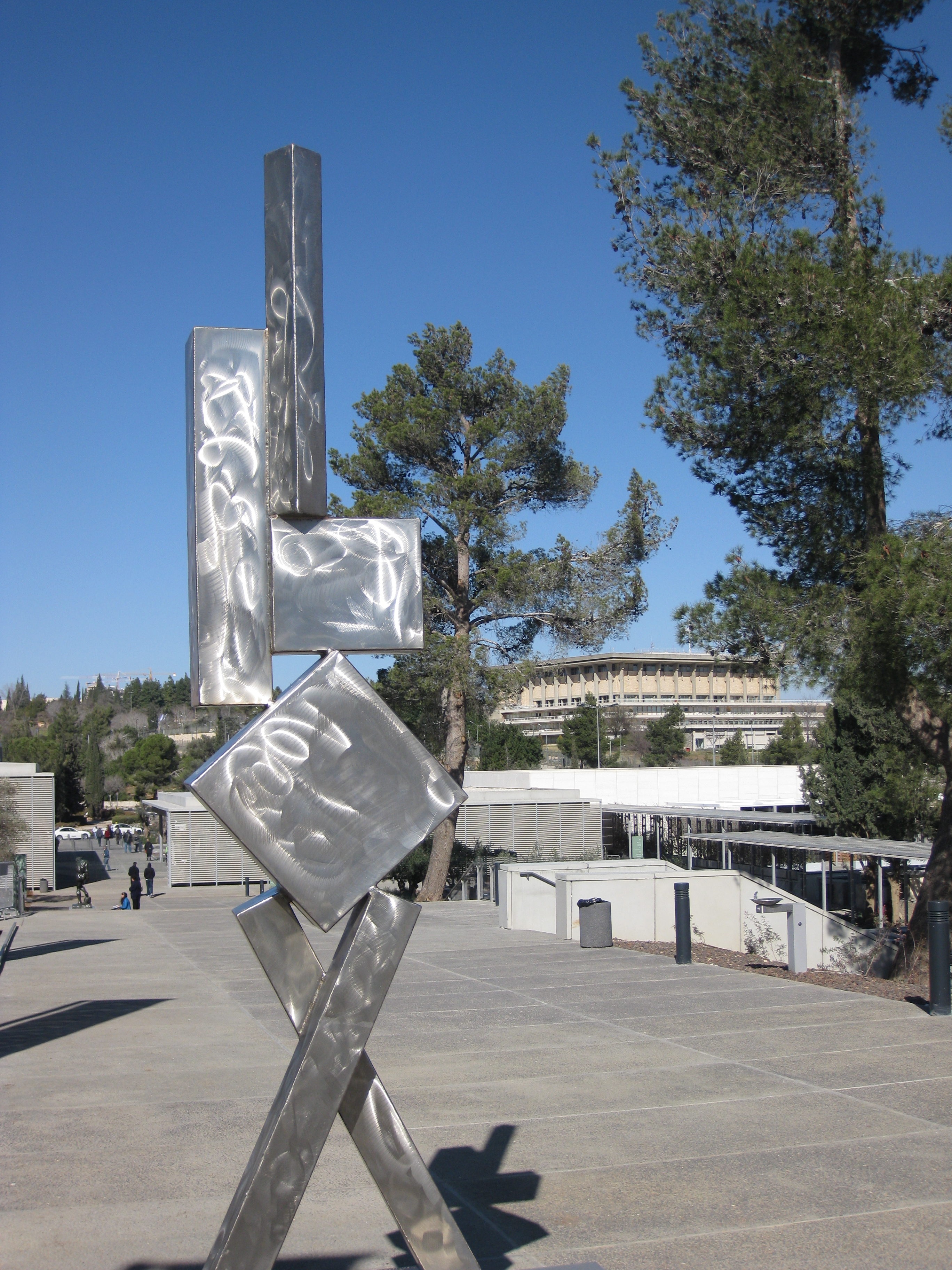
以色列博物館入口處的現代主義雕塑

雕塑（英語：Sculpture），指的是一種專注於3D立體方面的造型艺术，能利用高、寬、深這三個角度呈現出美感。
耐用的雕塑工藝最初使用粘土製作，隨著人類材料技術的發展，岩石、金属、木頭、陶瓷等也可用來製造彫塑。目前全世界最多的彫塑種類是“石雕”，因為石彫比其它材質更容易保存，也幾乎不會腐壞，所以各大古文明尤其喜歡使用。另外，也有很多古老的木雕、陶瓷雕塑也有不少，但大多已腐爛成殘破狀態，無法像石彫那樣長期保存。
西方文化中的雕塑起源於古希臘，許多希臘的雕塑家在古典希臘時期創作了許多傑出的雕塑品，在歐洲古典時期，純白色的石膏彫塑佔據了主流。但到了中古世紀，哥特式雕塑崛起，其顏色開始了多變，以灰色、青銅色、米色、金色和銀色的作品增多，構成了現代歐洲彫刻的雛形，以表現基督教教義中的受難情節。文藝復興時期又開始崇尚古典作品，像米开朗基罗的大衛像就是當時著名的作品。
在世界各國的古文化中，雕塑一般都有亮麗的顏色，但現在多半已經褪色；同時雕塑是宗教崇拜的中心，一直到最近幾世紀之前，大型雕塑的造價都非常昂貴，非一般人力可負擔，因此大型雕塑多半是政治的產物。像地中海、印度、中國、南美及非洲的古文化都留下許多的雕塑。到了21世紀，彫塑原材料的選擇出現了非常高的自由度，垃圾、水果、廢品、塑料等也可用於創作，彫刻手法也擴展為焊接、模塑或鑄造等新方式。現代主義雕塑較不著重傳統的工藝及人體的描繪，改用集合藝術和现成物作為其作品的呈現。

## 詞源
中文裏的“雕塑”是個複合詞，雕指的是“用减除材料的方法来做出造型”，塑指的是“把材料固定成某種形狀来做出造型”，兩者合一才能成為彫塑。

## 類型
雕塑的簡單分類可以分為圆雕、浮雕及透雕。圆雕類似塑像，指不附着在任何背景上、可以从各个角度欣赏的立体的雕塑，也因為欣賞者可能從任何一個角度欣赏作品，每一面都需要詳加規劃。浮雕至少有一部份是附着在背景上，可以依投射方式分類為淺浮雕及高浮雕。當作品中有許多的事物要敘述時，用圆雕的方式不易呈現，一般會使用浮雕。在建築雕塑及用小型雕塑裝飾其他物品（像陶藝、金屬製品或珠寶）時，也常會選擇浮雕。透雕又称为镂空雕，是界于圆雕和浮雕之间的一种雕塑。在浮雕的基础上，镂空其背景，有分為单面透雕和双面透雕。
另一種分類則是依其工法來分類，雕是將材料從作品上移除，塑則是利用將材料塑形的方式來完成作品。像鑄造、沖壓及模塑等方式都可以雕塑，而且可以一次製作多個相同的成品。
自古以來，巨大的雕塑就會對人有強烈的吸引力。最高雕像是2018年印度团结雕像，高182米（597英尺）。另一種宏偉的雕像形式是騎士騎在馬上的騎馬雕像，最近數十年已不常見到。真人大小的人體雕塑中，最常看的是頭像，或是半身像，只針對胸膛以上的半身來呈現。小型的雕塑包括小雕像，一般是不到18英寸（46）的雕像，或是浮雕用的壁球、獎章或是硬幣。
現代及當代藝術中為雕塑加入了許多非傳統的成份，例如聲音裝置、光雕、環境藝術、環境雕塑、Lock On、動態藝術（和物體的運動有關）、大地艺术、場域特定藝術。雕塑是公共藝術中重要的一環。若在公園的規劃中，有包括許多雕塑的集合，可以稱為是雕塑公園。

## 目的及主題

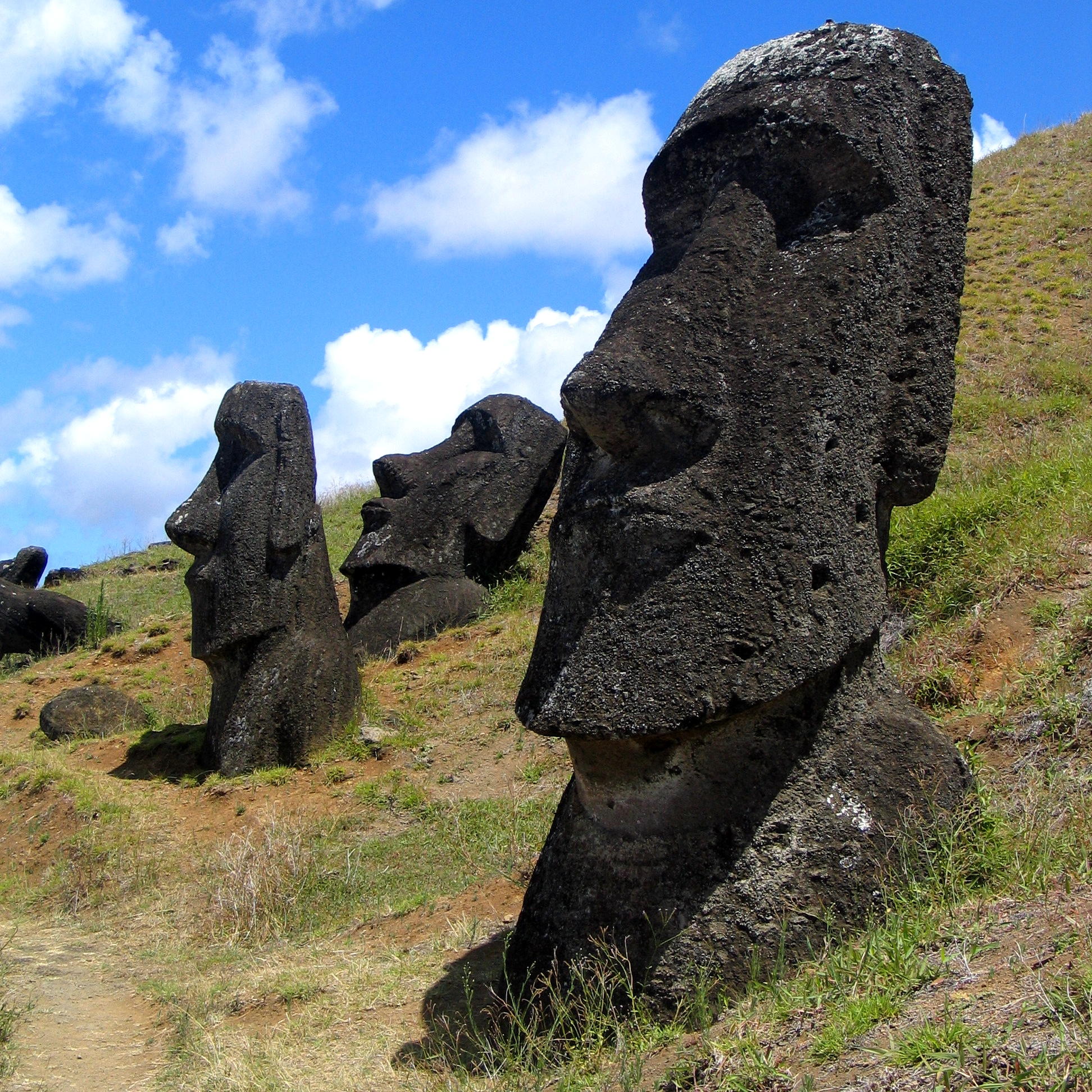
復活節島上的摩艾石像，是集中出現的大型雕塑品

雕塑最常見的用途是和宗教有關。在許多文化中都會有神像，這些神像多半不像古希臘藝術中的巨大神像（例如奧林匹亞宙斯神像）。在埃及神廟最內部的聖所中的神像，雖然沒有保持到現在，但有證據顯示其體積其實不大，就算是在最大的神廟也是一樣。在印度教也是如此，常見的是非常簡單且古老的林伽。佛教將這些宗教雕塑帶到了東亞，東亞之前沒有類似的神像傳統，不過有些簡單形狀的雕塑品（像是璧及琮）是祭祀用的器具。
將小型雕塑當作個人財產的概念可以追溯到最早期的史前藝術，而大型作為公共藝術的雕塑，一般是向觀看者展現統治者的權力，這類的雕塑至少可以回推到四千五百年前的狮身人面像。在考古學以及藝術史中，巨大雕塑的出現（也可能包括消失）多半有重大的意義，不過追溯其出現或消失的時間點可能相當困難，因為有些使用像是木頭或是其他無法長久保存的材料，而且也可能沒有留下紀錄。
圖騰柱就是古代使用木頭所作的大型藝術品的例子，而且在考古學上也找不到殘留物。當時可以集中資源製作大型的紀念雕塑品，其中包括許多材料的長途運輸，以及雇用雕塑的人（應該是全職的工作），意味著是已經比較先進，有社會組織及分工的文化。近來在中國三星堆遗址發現的青铜时代雕塑品，其大小是人的兩倍，改寫了許多對於中國古文化的印象，以往知道的中國青铜雕塑品是比較小的。
印度河流域文明也是古老且先進的文明，但沒有巨大的紀念雕塑品，不過有精細的小神像及印章。其他文化，像是古埃及和復活節文化，很早期就會將大量的資源放在大型的紀念雕塑品上。中國的秦始皇兵馬俑則是在秦始皇陵墓中的大量真人大小陶製人俑。

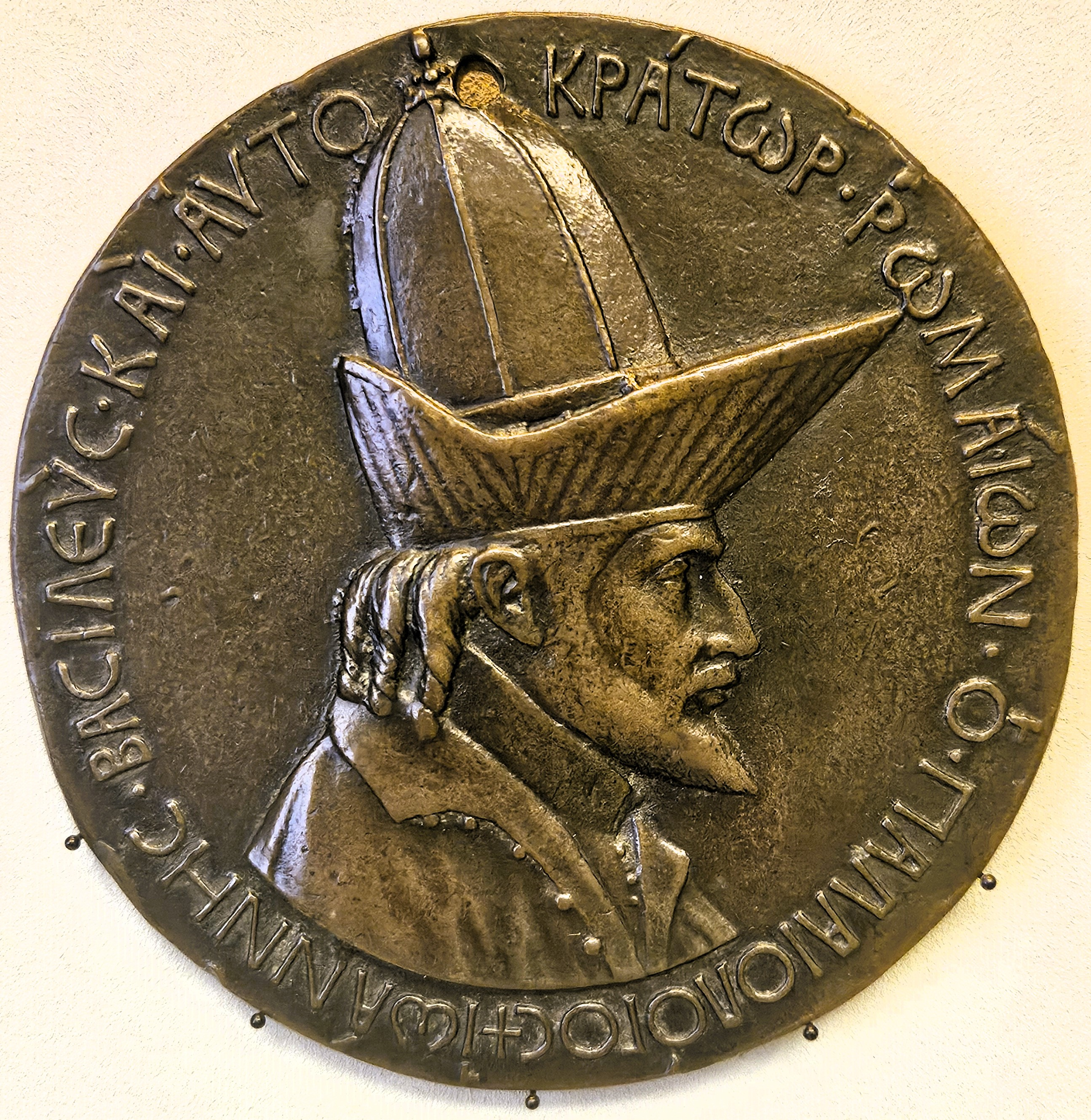
Pisanello在大約1435年所做的Medal of John VIII Palaeologus，是第一個有人像的獎章，主要是用來收藏用

對於雕塑品的收集，最早可以追溯到兩千年前的希臘、中國以及兩河流域，也很早就以半公開的型式展示收集的雕塑品。自二十世紀起，以往在大型雕塑上對於主題的限制已大幅放寬，開始有抽象的主題以及現今常見的任何類型主題。現在許多的雕塑品在設計時都已規劃會在博物館及藝廊展出一段時間，因此製作大型雕塑品時，如何運送以及儲存也是考量因素之一。小型裝飾用的小雕像多半是陶瓷材料，現今相當流行，不過常被现代艺术及
當代藝術忽略，以往在洛可可時代時也常有這類藝術品，而在古希臘時塔納格拉小雕像已形成產業，在東亞以及前哥倫布時期藝術中也有許多類似的雕塑品。用在家具以及其他物品的小型雕塑品在古代時就有，例如尼姆魯德象牙製品、, 巴格拉姆象牙製品，以及图坦卡蒙墳墓中的陪葬品。
雕塑的肖像是從埃及開始的，在那尔迈调色板上有公元前32世紀的統治者，而在美索不达米亚還保存有27個古底亞雕像，是西元前2144–2124拉格什統治者的像。在古希臘及羅馬，可以在公眾場所豎立肖像幾乎可以說是最高榮譽的標記，也是精英份子的心願所在，若已有公開雕像，其像也可能會出現在硬幣上。在像埃及及近東國家，公開場所的雕像幾乎都是統治者的特權，其他有錢人的的雕像只會出現在其墓地。在美洲的前哥倫布時期，一般也只會為統治者豎立雕塑的肖像，最早的可能是約三千年前的奧爾梅克巨大頭。東亞有許多的雕像是宗教崇拜用的。地中海時期的雕塑傳統在中古時代再次復興，一開始只是出現在墓葬雕像及硬幣，後來在文藝復興時期大幅開展，並且出現新的型式，例如個人的肖像獎章。
動物是人類雕塑品中很早期就有的主題之一，有些是寫實的，不過也有些是虛構動物或是怪獸，在中式的墳墓及廟宇外，會用動物的石雕作為裝飾。植物的雕塑常見於珠寶以及一些裝飾品，不過在拜占庭艺术及伊斯蘭藝術中的大型雕塑品也是以植物為主題，而在歐亞傳統中也有植物雕塑品，像棕叶饰及藤蔓等藝術模式在二千年前就已使用。
另一種史前文化中常見的雕塑是加大版的日用品、武器或是容器，材質是不實用的貴重材料，可能是用於禮儀或是展示用。像中國、墨西哥奥尔梅克文明或是新石器時代歐洲會使用玉，美索不達米亞早期的大型陶器是用石頭作的。歐洲及中國也會使用青銅製作大型的斧頭及劍，例如奧克斯伯勒德克。

## 材料和技術
由於雕塑的材料相當多種，有粘土、石、木、金属、石膏、树脂、象牙、英国复合土等。遂發展出幾種類別：
- 木雕：木雕的歷史相當悠久，早期的主題多半以宗教為核心，除雕塑宗教偶像之外，也用於祭壇、宗教場所的裝飾。在木造建築興盛的國家，木雕是隨著建築一同發展的。現代的木雕則有相當多元化的風貌，藝術家喜用抽象形來表現。此外，木雕也是印刷術發明的重要功臣，詳細請看木刻版畫
- 石雕：石雕發展的地區跟適合雕刻的石頭產地是很有關係性的，產石發達的地區，石雕的歷史也相當悠久。過去石雕的作品常被用來當做花園擺飾、門口標誌、或是陵寢建築裝飾等，基於石頭厚重（不易被偷竊）、雕刻細節不易因風吹雨打而破壞，石雕作品多以戶外環境為主。常見的石雕材料是大理石。
- 泥塑：材料會使用天然粘土或者現代的人工合成雕塑泥，可以作為獨立的藝術形式存在，也可以輔助其它的雕塑形式。
- 冰雕：是一種以冰為主要材料來雕刻的藝術形式，源自於法國，因為材料的可變性及其容易熔化，冰雕表現出了許多難點。
- 沙雕：起源於美國，利用沙灘上的沙進行雕塑，最常見的是小朋友在堆沙堡，但也有藝術家以沙雕為其創作的題材。
- 金属雕塑：大型的雕塑多半會以青銅或其他銅合金為其材質．利用鑄造的方式製作。有些金属雕塑需要用到金屬的延展性進行加工，其中又以金的延展性最好，有時會用在首飾上。
- 陶艺：是最早的雕塑之一，以粘土為其原料。

## 雕刻手法
雕塑的制作方式有雕刻、塑、堆、贴、焊、敲、编等。
- 雕：即通过减除材料来造型。
- 塑：即通过叠加材料来造型。

## 維護

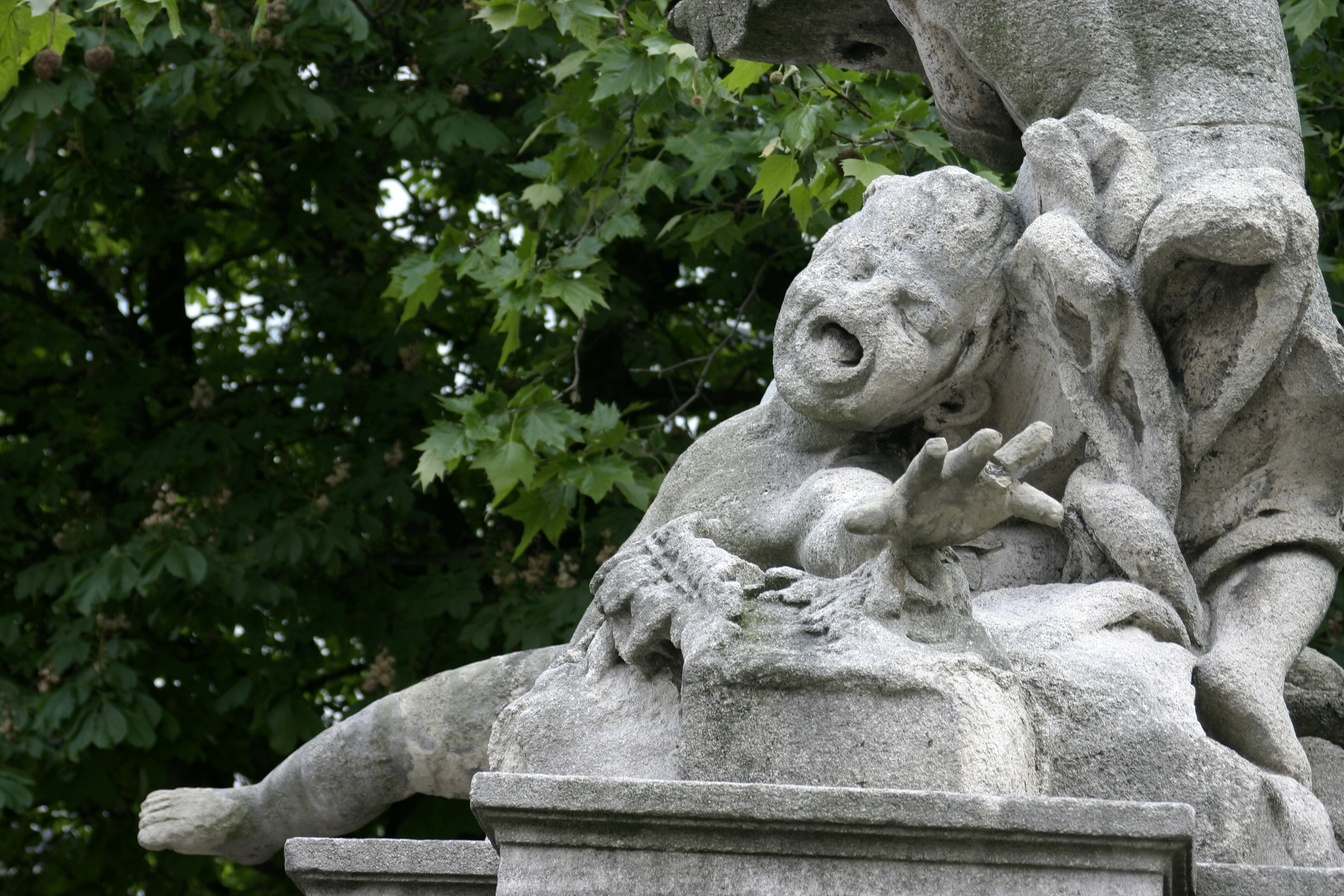
酸雨對於石雕的影響

有些雕塑對於環境的條件相當敏感，像溫度、濕度、暴露在光線及紫外線下等。酸雨也可能破壞特定的建築材料和石雕，其原因是因為雨中的硫酸和石頭（石灰石、砂岩、大理石和花岗岩）中的鈣質反應，形成石膏而剥落。
許多當代的雕塑品會在公開場合展示，若雕塑品可以立刻被認出來，一般也不太容易被偷走。不過在二十世紀初期，金屬的價值高到一個程度，因此大型的青銅雕塑品可能會因為其金屬的價值因引來窃賊的注意，價值數百萬的雕塑品被偷走，融化成金屬後再賣出。賣出金屬的售價可能只佔原雕塑品價值中很小的比例。

## 外部連結
- Sculpture "hub" （页面存档备份，存于） at the Victoria and Albert Museum
- Khắc dấu （页面存档备份，存于） at the vietnam
- Corning Museum of Glass （页面存档备份，存于）
- Cass Sculpture Foundation （页面存档备份，存于）, a charity dedicated to commissioning monumental sculpture.
- Archive.org The Encyclopædia Britannica Eleventh Edition, Sculpture, pp. 488–517
- Current research on polychromy on ancient sculpture at the Ny Carlsberg Glyptotek  （页面存档备份，存于）